# Bruno Weichsel

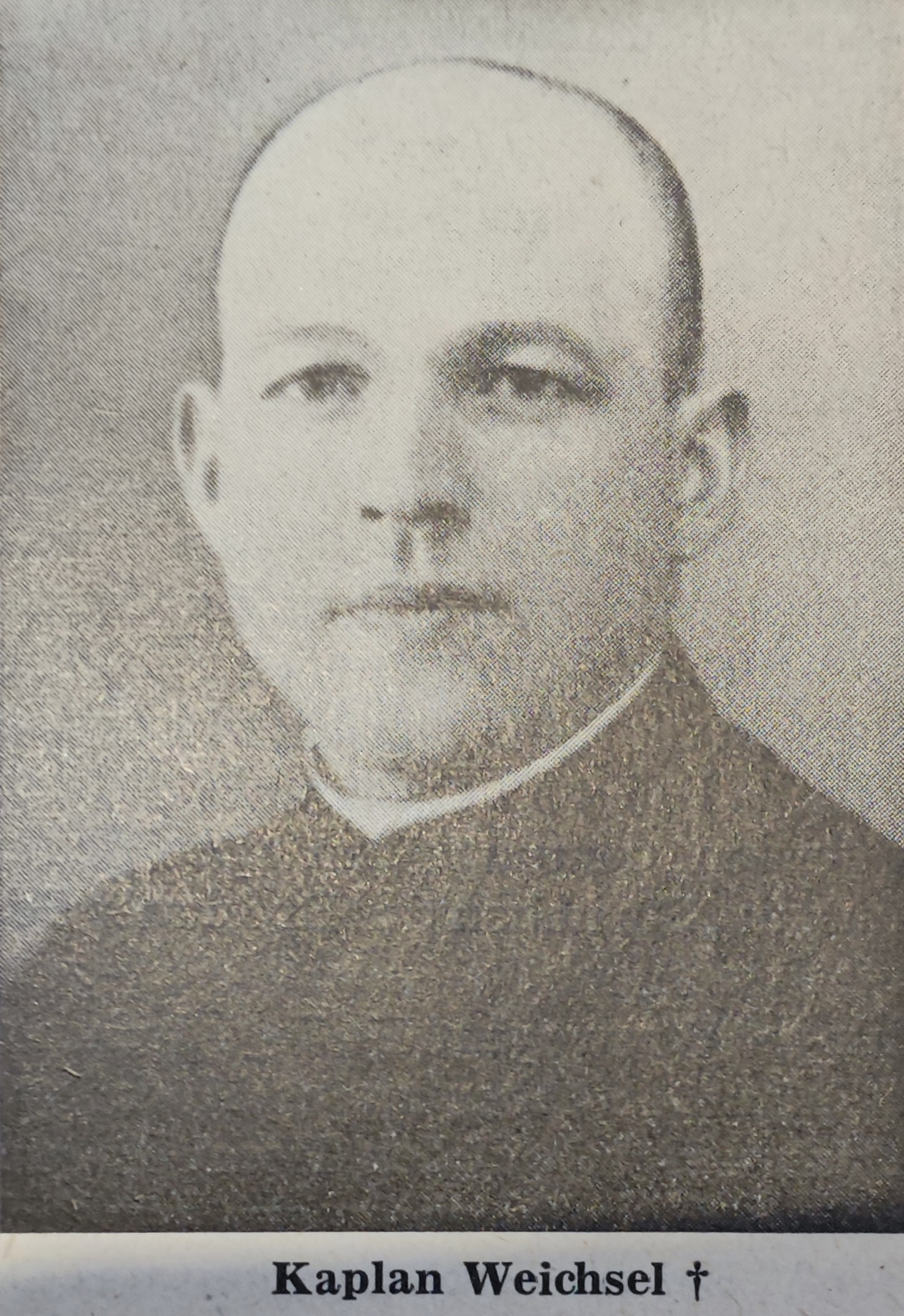
Bruno Weichsel

Bruno Weichsel (* 11. Oktober 1903 in Mehlsack; † Januar 1945 in Saalfeld) war ein deutscher römisch-katholischer Geistlicher und Märtyrer.

## Leben

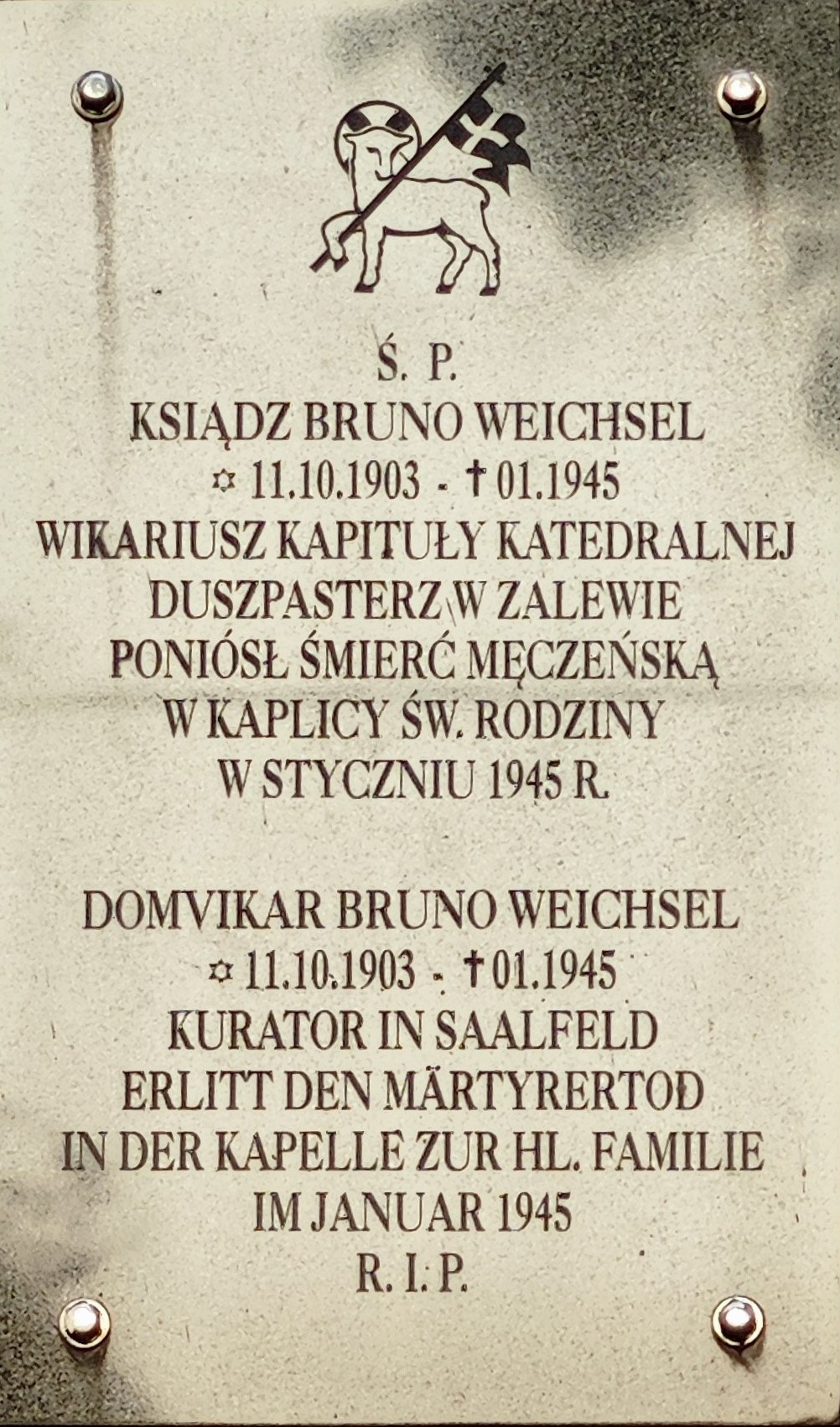
Gedenktafel für Bruno Weichsel

Bruno Weichsel, Sohn eines Kaufmanns, machte 1922 Abitur in Braunsberg und studierte ebenda katholische Theologie. Er wurde am 13. Februar 1927 in Frauenburg zum Priester geweiht. Er war Kaplan in Krekollen, Gmina Kiwity, Kreis Heilsberg, in Benern und ab 1932 in Marienburg.
Zusammen mit Propst Franz Pingel und Kaplan Ernst Laws wirkte er in Marienburg gegen den Nationalsozialismus und wurde, wie seine Mitbrüder, im August 1935 festgenommen. Er kam über das Gefängnis Breslau in die Gestapo-Zentrale Berlin und wurde am 24. Januar 1936 entlassen.
1937 studierte er kirchliche Finanzwissenschaft in Breslau, wurde 1938 Ordinariatssekretär und übernahm 1941 als Ordinariatsrat die Leitung der Bischöflichen Rechnungskammer in Frauenburg. Im Januar 1941 wurde er auf Denunziation durch einen Geistlichen zusammen mit Josef Steinki und anderen von der Gestapo festgenommen und zu zweieinhalb Jahren Gefängnis verurteilt, die er in Stuhm verbüßte. Ein Gnadengesuch einzureichen, lehnte er ab. Es ist von ihm der Satz überliefert: „Ich will von denen nichts, auch nicht einen Tag, geschenkt haben.“
Nach seiner Entlassung wurde er im Juli 1944 Kurat in Saalfeld im Kreis Mohrungen. Nach dem Einmarsch der Roten Armee im Januar 1945 weigerte er sich zu fliehen und wurde nach dem Bericht des Nachbarpfarrers von einem Rotarmisten mit dem Gewehrkolben erschlagen. Er war 41 Jahre alt.

## Gedenken
Die Römisch-katholische Kirche in Deutschland hat Bruno Weichsel als Märtyrer aus der Zeit des Nationalsozialismus in das deutsche Martyrologium des 20. Jahrhunderts aufgenommen.